# Анаксимен
Анаксимен (гр: Άναξιμένης) из Милета (585. п. н. е. – 525. п. н. е.) био је старогрчки филозоф, трећи филозоф милетске школе, који је тврдио да је ваздух основни принцип и прапочело свих ствари (αρχη, архе). Написао је књигу О природи (Περι φυσεος) од које је остао само један мали фрагмент.

## Живот
Анаксимен је рођен око 588. године п. н. е. у Милету. Био је Еуристратов син, Анаксимандров ученик и наследник. Иако је био млађи од Анаксимандра, јер Теофраст преноси да је био његов „дружбеник“ (што је код старих Грка значило млађи ученик, а често је подразумевало и полно општење), он се у историји филозофије често наводи пре њега, ради логичног следа апстрактности низа милетских прапочела: вода (Талес) - ваздух (Анаксимен) - апеирон (Анаксимандар). Умро је између 528. и 524. године пре нове ере.

## Учење
По Анаксимену, ваздух је прапочело свега постојећег; он је безграничан, неизмеран, свеобухватан и вечно се креће. Анаксимен је вероватно на ову замисао дошао полазећи од феномена дисања, јер човек живи онолико колико је кадар да дише. Он повлачи паралелу између човека и природе уопште. „Баш као што нас наша душа, будући да је ваздух, држи заједно, тако и дах и ваздух обухватају читав космос." (Занимљиво је да су у српском језику остали трагови овога схватања у речи ваз-дух, васцели дух)
Да би објаснио како се формирају чврсти објекти из тог почетног елемента, он уводи појмове згушњавања и разређивања. Сам по себи ваздух је недељив, али постаје видљив приликом процеса кондензације и разређивања; ширењем и разређивањем он постаје ватра, згушњавањем ветар, облак, вода, земља, и најзад камен. Он је, наиме, уочио да ваздух разређивањем постаје топлији и стога тежи ка ватри; згушњавањем, напротив, постаје хладнији и тежи ка чврстом стању. Звезде и небеска тела, а најпре земља, која је у средишту свемира, згуснута су ватра.
Слично Талесу, Земљу је замишљао као равну плочу. Она лебди у ваздуху као лист. Анаксимен је дао и једно занимљиво објашњење дуге. Према њему, дуга настаје због тога што Сунчеви зраци падају на густ облак који не могу да пробију.
Анаксимен је утицао на Хераклита, Анаксагору, Мелиса, Платона и Хипократа, а Парменид га побија.